# Yūji Kimura
Yūji Kimura (japanisch 木村 祐志 Kimura Yūji; * 5. Oktober 1987 in der Präfektur Tokio) ist ein ehemaliger japanischer Fußballspieler.

## Karriere
Kimura erlernte das Fußballspielen in der Jugendmannschaft von Kawasaki Frontale. Seinen ersten Vertrag unterschrieb er 2006 bei Kawasaki Frontale. Der Verein spielte in der höchsten Liga des Landes, der J1 League. Für den Verein absolvierte er sieben Erstligaspiele. 2011 wechselte er zum Zweitligisten Giravanz Kitakyushu. Für den Verein absolvierte er 79 Ligaspiele. 2013 wechselte er zum Erstligisten Ōita Trinita. Am Ende der Saison 2013 stieg der Verein in die J2 League ab. Für den Verein absolvierte er 45 Ligaspiele. 2015 wechselte er zum Ligakonkurrenten Tokushima Vortis. Für den Verein absolvierte er 75 Ligaspiele. Im August 2017 wechselte er zum Ligakonkurrenten Roasso Kumamoto. Für den Verein absolvierte er sechs Ligaspiele. 2018 wechselte er für vier Jahre zum Ligakonkurrenten Mito HollyHock. Für den Verein aus Mito absolvierte er 119 Zweitligaspiele. Im Januar 2022 unterschrieb er in Kagoshima einen Vertrag beim Drittligisten Kagoshima United FC. Am Ende der Saison 2023 wurde er mit Kagoshima Vizemeister und stieg somit in die zweite Liga auf. Am Ende der Saison 2024 belegte er mit Kagoshima den 19. Tabellenplatz und musste somit in die dritte Liga absteigen. Nach dem Abstieg beendete er seine Karriere als Fußballspieler.

## Erfolge
Kawasaki Frontale
- Japanischer Vizemeister: 2006, 2008, 2009
- Japanischer Ligapokalfinalist: 2007, 2009

Kagoshima United FC
- Japanischer Drittligavizemeister: 2023  ▲